# Indy 500 (videojuego)
Indy 500 es un videojuego de carreras de 1977 desarrollado por Atari, Inc. para el Atari 2600.  está inspirado en las 500 Millas de Indianápolis y se basa en el juego arcade de 8 jugadores de Atari, Indy 800 . 
Indy 500 fue uno de los nueve títulos de lanzamiento ofrecidos cuando el Atari 2600 salió a la venta en septiembre de 1977.  Sears Tele-Games más tarde lo lanzó como Race . con cada juego había Incluido un conjunto de dos controladores de manejo, que eran idénticos en apariencia al paddle  pero podían rotar indefinidamente en cualquier dirección, entre otras diferencias. 

## Variaciones de juego

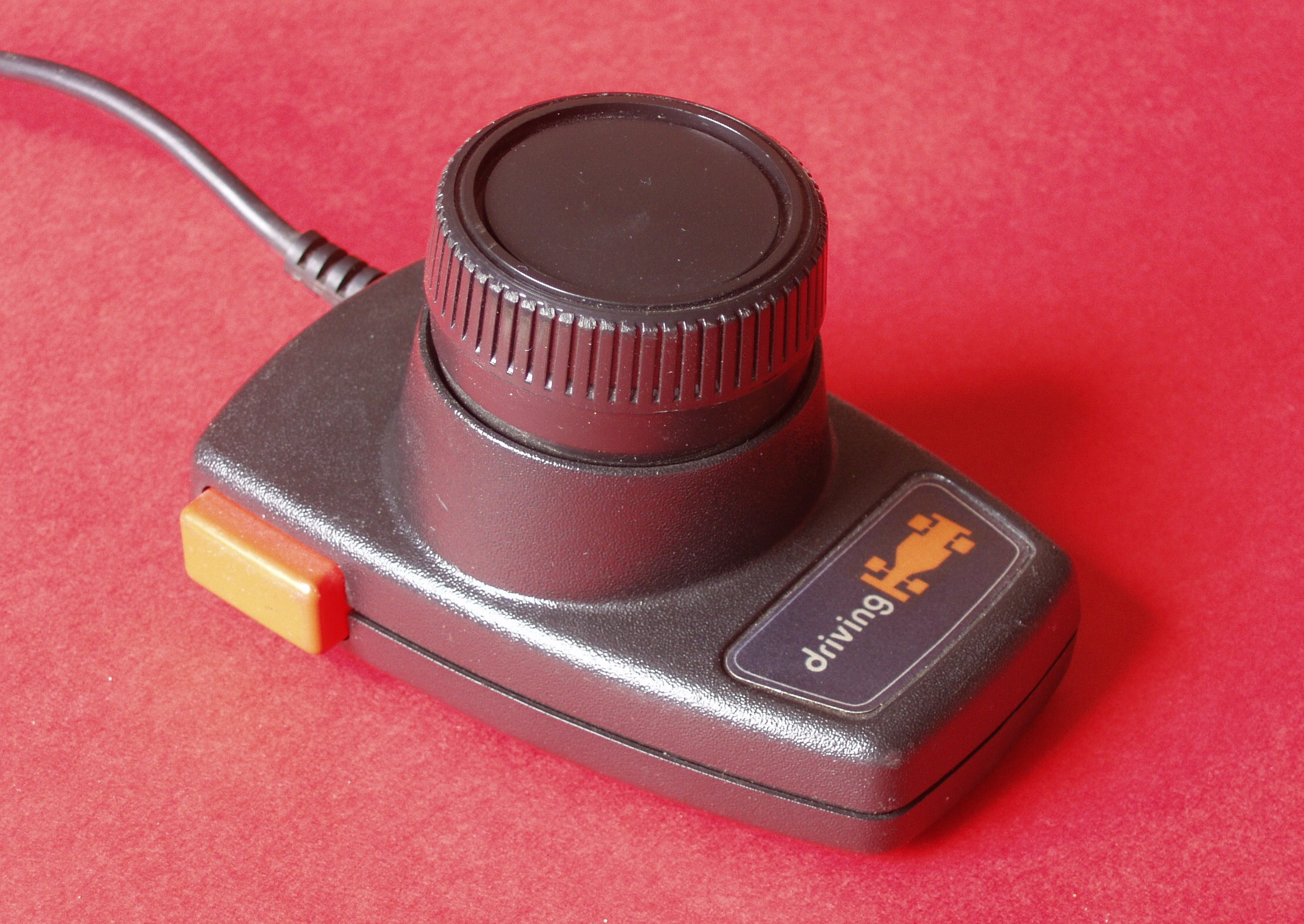
Un controlador de conducción.

Aunque el paquete dice que tiene contiene "catorce juegos", este número trata a cada una de las diferentes pistas como un "juego" diferente.  En realidad, solo hay tres modos de juego únicos, qué son los siguientes: uno o dos jugadores, un límite de tiempo y un límite de puntuación. 
- Standard racing (Carreras estándar) : los jugadores pueden competir contra el reloj para completar tantas vueltas como puedan,[3] o competir para completar 25 vueltas (se requieren dos jugadores).  Se presentan una serie de circuitos, todos los cuales tienen variaciones de "Carrera de hielo" con física resbaladiza.
- Crash and Score (Accidente y puntuación): este modo requiere dos jugadores, pero uno puede ser controlado por computadora.  De cualquier manera, el objetivo es buscar y conducir en un cuadrado blanco colocado aleatoriamente en la pista; esto ganará cuantos puntos de jugador, y la casilla se colocará aleatoriamente en otro lugar.
- Tag: Similar a lo anterior, este es un modo de dos jugadores donde uno puede ser automatizado.  Esto es esencialmente etiqueta;[3] quienquiera que tenga el carro parpadeante gana puntos al evitar el carro del otro jugador que gana puntos al "etiquetar" el carro parpadeante, después de lo cual se invierten los roles de los jugadores.